# Minamoto no Yorimasa

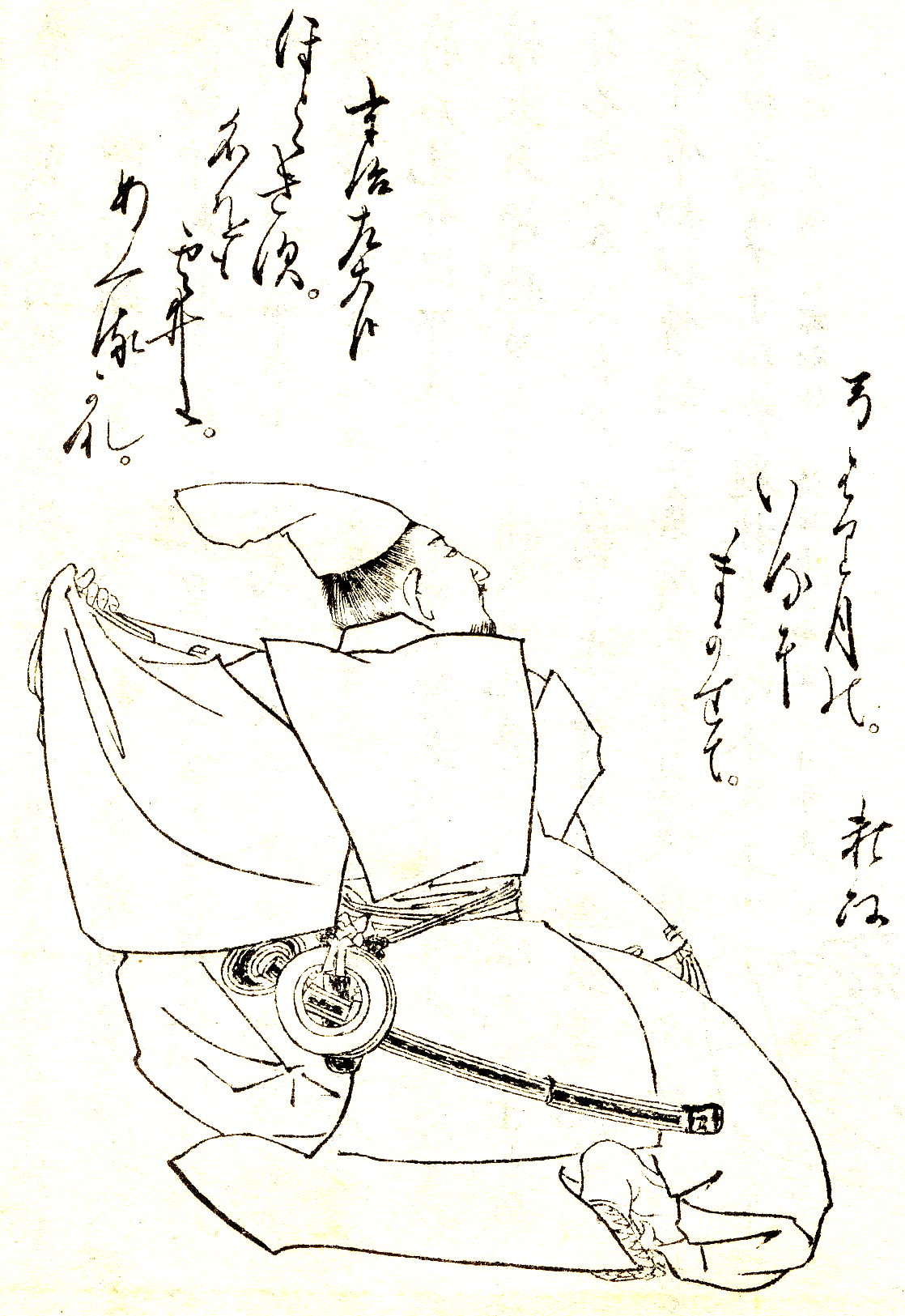
Minamoto no Yorimasa, Zeichnung von Kikuchi Yōsai

Minamoto no Yorimasa (japanisch 源 頼政; * 1106; † 1180) war ein Führer der Minamoto-Armeen zu Beginn des Genpei-Kriegs. Während es schon Jahrzehnte Zusammenstöße zwischen den Minamoto und Taira gegeben hatte, versuchte Yorimasa, ein Dichter, sich aus der Politik herauszuhalten und für keine der beiden Seiten Position zu beziehen. Eine Zeit lang war er sogar mit Taira no Kiyomori befreundet. Während der Heiji-Rebellion von 1160 neigte er sich gerade weit genug zugunsten der Taira, dass diese die Minamoto besiegen konnten.
1179 zog er sich jedoch offiziell vom Dienst in Kiyomoris Armee zurück, da er nicht mehr gegen seinen eigenen Clan kämpfen wollte. Mai 1180 schickte er einen Aufruf an andere Minamoto-Führer und Tempel, die Kiyomori gegen sich aufgebracht hatte. Der Genpei-Krieg begann offiziell mit der Ersten Schlacht von Uji 1180. Yorimasa führte die Kräfte der Minamoto und Kriegermönche von Mii-dera in der Verteidigung des Tempels. Obwohl die Mönche den Brückenbelag zerstört hatten, gelang es die Verteidigung zu durchbrechen und den Tempel einzunehmen.
Minamoto no Yorimasas Seppuku ist das früheste aufgezeichnete Beispiel für den Suizid eines Samurai im Angesicht der Niederlage.